# Водолазно гмуркане
Водолазното гмуркане, работа и плуване под вода се осъществява с технически средства, позволяващи на човека да диша и получава необходимия за съществуването му кислород в необходимите газови смеси за различните дълбочини.
Най-популярни за това са водолазните костюми, свързани с маркуч (шланг) за непрекъснато подаване на въздух от повърхността или автономните скафандри, обезпечаващи запас от въздух за продължителен период от време (до 3 часа, в зависимост от дълбочината и потреблението). Има разработени и специални апарати (rebreather), използвани най-често във военноморските сили, при които издишваният въздух не излиза във водното пространство и не се оставят следи от въздушни мехурчета. Те използват затворен цикъл, където с химически средства от издишания въздух се абсорбира въглеродния двуокис и след обогатяване с кислород, отново се вдишва. Руския модел за армията е IDA71.
Водолазното гмуркане и водолазният спорт могат да са любителски или професионални, но и двете изискват подготовка, тренировка и сертификат за правоспособност.

## История
Гмуркането под вода със задържане на въздух е известно още от древността. То е използвано при събиране на раковини, перли, корали и други подводни богатства. Нуждата от наличие на въздушен резервоар под вода се засилва когато се налагат поправки на кораби, подводен риболов и изследване на морското дъно и животинските видове. Едни от първите опити за плуване под вода е с помощта на тръстикови пръчки, но това не позволява спускане на дълбочина, по-голяма от около метър. Около 1535 година се появява водолазният звънец, камера за спускане на водолази. Той има формата на камбана, отворена отдолу и се спуска във водата с помощта на въжета от палубата на кораб. Това е първият ефективен метод за спускане под вода, чиято идея принадлежи на Леонардо да Винчи.
Във Франция и Англия са разработени първите водолазни костюми от кожа, които позволяват спускане до 18 метра. Появяват се и първите подводни шлемове, изработени от метал. До началото на XIX век единственият ефективен способ за подаване на въздух е от повърхността. В 1865 година е разработен първият сферичен въздушен контейнер с регулатор, който водолазите носят на гърба си при спускането. През 1893 година е разработена подводната камера.
По онова време (към края на XIX век) започват и първите научни изследвания по влиянието на водното налягане върху човешкия организъм и безопасните граници за спускане и престой под вода.
Революция във водолазния спорт правят френският морски изследовател, еколог, журналист и фотограф Жак-Ив Кусто и Емил Ганян, които изобретяват акваланга през 1943 г. Това позволява развитието на подводната археология. През 1985 година са намерени останките на „Титаник“.

## Безопасност
Работата под вода има особеност, при която без да се усеща физическо натоварване има изключително опасни състояния за здравето и живота на водолаза. По-високото налягане на въздуха под вода води до естествено разтваряне и насищане на кръвта на човека с висока концентрация на въздух. Стига се дотам, че при дълбочини над 25 – 30 метра количеството азот в кръвта вече е толкова голямо, че настъпва т. нар. азотна наркоза или азотно опиянение. Съзнанието на водолаза се замъглява, нарушава се основната координация на движенията му, настъпва състояние на веселост, безотговорност и без да отчита околната среда леководолазът може да извади наустника на апарата си. Бързото напускане на дълбочината също много е опасно, поради това, че намаляване на водното налягане води до състояние на „кипене“ на кръвта, т.е. получава са ефект както в отворена бутилка с газирана напитка. Като следствие се получава т. нар. кесонна болест – емболии и трайни парализи или смърт. Затова престояването на определени нива по-високи от работното ниво е задължително. Този процес на декомпресия като време може да е по-продължителен от престоя на работната дълбочина във водата.
Против азотната наркоза при леководолазни дейности на по-голяма дълбочина, аквалангите се зареждат с газова смес хелий – кислород – азот, наречена тримикс. Тя не води до нарушаване на мозъчните функции каквито причинява азота.

## Екипировка
Условно водолазите се делят на 2 групи – леководолази и тежководолази.
- Леководолазите ползват автономно оборудване и са независими от кораб или лодка при гмуркането си под вода. Тяхната екипировка позволява плуване, спускане на дълбочина и промяна на посоката, независимо от обезпечаващия ги морски съд. Съществува правило „Никога сам!“, което предполага, че подводно гмуркане може да се осъществи от мерки за безопасност поне от двама души.
- Тежководолазите или само водолази са съоръжени със скафандри, тежки обувки и метални шлемове. Те са вързани с въже и маркуч за непрекъснато подаване на въздух и се обезпечават от кораба и неговия екипаж. Тяхното спускане и изваждане от водата се осъществява от корабния екипаж, а работата и престоят им под вода се определя изключително от намиращия се на кораба ръководител на подводното спускане.

Задължително: плавници, подводна маска, акваланг, водолазен костюм.
Желателно: нож, компас, фенер, шнорхел, харпун.